# Acritus substriatus
Acritus substriatus är en skalbaggsart som beskrevs av Sylvain Auguste de Marseul 1856. Acritus substriatus ingår i släktet Acritus och familjen stumpbaggar. Inga underarter finns listade i Catalogue of Life.